# Martin Zott

Martin Zott (um 1906)

Martin Zott (* 13. Juni 1841 in Mödishofen; † 15. März 1929 ebenda) war ein bayerischer Landwirt und Abgeordneter.

## Werdegang
Zott besuchte die Volksschule und war später Gutsbesitzer in Mödishofen. Als Kandidat der Patriotenpartei zog er bei der Landtagswahl 1881 im Wahlkreis Dillingen in die Kammer der Abgeordneten des Bayerischen Landtags ein, dem er bis 1907 angehörte.
Von 1893 bis 1898 war Zott Mitglied des Reichstags und vertrat dort als Abgeordneter den Wahlkreis Schwaben 3 (Dillingen). Im Reichstag gehörte er zur Fraktion des Zentrums.